# Арсен Зіліфтарі
Арсен Зіліфтарі (нар. 12 березня 1990) — албанський футболіст, нині виступає за Бюліс (Балш) в албанській суперлізі.

## Бюліс Балш
Після вильоту «Нефтетарі» (Кучова) з Албанського вищого дивізіону, Зіліфтарі покинув клуб та перейшов до представника Албанської суперліги у «Бюліс» (Балш), з яким підписав чотирьох річний контракт 18 липня 2015.

## References
1. ↑  Soccerway profile. Архів оригіналу за 17 грудня 2018. Процитовано 15 грудня 2018.
2. ↑  Zylyftari firmos për dy vite, spikat kamerunasi Mbella [Архівовано 22 липня 2015 у Wayback Machine.]
3. ↑  Bylisi zyrtarizon tre afrime, projektohen 5 goditje "bombë". Архів оригіналу за 16 грудня 2018. Процитовано 15 грудня 2018. [Архівовано 2018-12-16 у Wayback Machine.]